# Trà Giáp
Trà Giáp là một xã thuộc thành phố Đà Nẵng, Việt Nam.
Xã Trà Giáp có diện tích 64,50 km², dân số năm 2019 là 3.262 người, mật độ dân số đạt 51 người/km².